# Velika nagrada Štajerske
Velika nagrada Štajerske je automobilistička utrka Formule 1 koja se održala dosad dva puta u sezonama 2020. i 2020. na stazi Red Bull Ring. Zbog pandemije koronavirusa zbog nemogćnosti utrka u nekih drugim zemljama FIA je odlučila dvije utrke Formule 1 2020. i 2020. voziti na stazi Red Bull Ring u Austriji. Pošto je prva utrka nosi službeni naziv Velika nagrada Austrije, čelnici FIA-e su odlučili da će drugoj utrci na istoj stazi dati naziv Velika nagrada Štajerske po Austrijskoj saveznoj državi, u kojem se nalazi mjesto Spielberg, gdje je staza Red Bull Ring locirana.

## Pobjednici

### Pobjednici po godinama
| Godina | Vozač          | Bolid          |
| ------ | -------------- | -------------- |
| 2020.  | Lewis Hamilton | Mercedes       |
| 2021.  | Max Verstappen | Red Bull-Honda |

## Utrka Formule 1 2020.
Tjedan dana nakon Velike nagrade Austrije 2020., koja je bila prva utrka sezone, održala se jedina Velika nagrada Štajerske (Formula 1 Pirelli Großer Preis der Steiermark 2020) na Red Bull Ringu. Trkaći vikend vožen je od 10. do 12. srpnja, a vodeći u poretku vozača uoči utrke je bio Valtteri Bottas sa sedam bodova prednosti ispred Charlesa Leclerca, devet bodova prednosti ispred Landa Norrisa, te trinaest bodova prednosti ispred momčadskog kolege Lewisa Hamiltona. U poretku konstruktora Mercedes je s 37 bodova držao prvo mjesto, ispred McLaren-Renaulta s jedanaest, odnosno trećeplasiranog Ferrarija s osamnaest bodova zaostatka.
Nakon što su Max Verstappen i Sergio Pérez bili najbrži na prva dva treninga u petak, onaj treći trening u subotu ujutro je odgođen zbog prevelike kiše. U pitanje su došle i kvalifikacije, ali nakon duže odgode zbog previše vode na stazi, ipak su počele 45 minuta kasnije od dogovorene satnice, a vozači su cijelo vrijeme koristili isključivo plavo označene wet gume za puno vode na stazi. Neugodno iznenađenje kvalifikacija su bili Pérez u Racing Pointu koji nije uspio proći prvu kvalifikacijsku rundu, te Leclerc koji je ispao u drugoj rundi. Iznenađenje kvalifikacija je priredio Carlos Sainz u McLarenu, koji se kvalificirao na trećem mjestu. Leclerc je nakon kvalifikacija bio pod dvije zasebne istrage, a proglašen je krivim za ometanje Kvjata u AlphaTauriju u posljednja dva zavoja, te je zaradio tri mjesta kazne na gridu. Kaznu od pet mjesta na gridu je zaradio i Antonio Giovinazzi zbog promjene mjenjača, no kako je ostvario pretposljednje vrijeme kvalifikacija, a posljednji Romain Grosjean nije niti odradio mjereni krug, Giovinazzi je startao na istoj poziciji. Još ranije u petak prije kvalifikacija, kaznu od tri mjesta na gridu je dobio Norris, koji je na treningu za vrijeme žutih zastava prestigao Pierrea Gaslyja što su FIA-ini suci zabilježili i dodijelili mu tri mjesta kane i dva kaznena boda.
Start je za vrh poretka prošao relativno mirno i bez promjena, no u sredini poretka došlo je do unutarmomčadskog kaosa dva Ferrarija. Charles Leclerc je u trećem zavoju prešao preko velikog rubnika, a zatim je "zajahao" stražnji kraj Sebastiana Vettela. Vettel je ostao bez stražnjeg krila i morao odustati, dok je Leclerc zbog oštećene podnice odustao u petom krugu. Na stazi je nakratko bio sigurnosni automobil zbog krhotina ostalih nakon sudara Ferrarija. Utrka je nastavljena u četvrtom krugu, a najveći incident u tom krugu bio je onaj Georgea Russella. Mladi Britanac prenio je dobar tempo iz kvalifikacija u utrku, no sve je uprskao izlijetanjem u šljunak u zavoju 5, što ga je bacilo na samo začelje. U idućih nekoliko krugova Carlos Sainz izgubio je sjajno treće mjesto osvojeno u kvalifikacijama – prošli su ga Valtteri Bottas i Alexander Albon. 
Prvi od vodećih koji je krenuo u boks bio je Max Verstappen u 25. krugu. Verstappen je sa softa prešao na medium, baš kao i Lewis Hamilton dva kruga kasnije. Krug između Esteban Ocon je parkirao bolid u boksu nakon vožnje na sedmom mjestu zbog problema s hlađenjem. Većina promjena guma odrađena je do 40. kruga, a najveći gubitnik bio je Sainz nakon velikih problema McLarenove momčadi pri promjeni stražnje lijeve gume. Španjolac je izgubio mjesto u odnosu na Daniela Ricciarda, Lancea Strolla i Sergija Péreza, s kojim je nakratko imao borbu koju je izgubio. Pérez se nakon borbe sa Sainzom odvojio i zatim prošao Strolla i Ricciarda u roku devet krugova. Perez je ušao u DRS zonu Albonu koji je bio miljama iza prve trojice, a Sainz je propustio Landa Norrisa za osmo mjesto nakon što mu se Britanac također približio na manje od sekunde zaostatka. Stroll je nakon boksa pokazao dobar tempo, ali onda je zaglavio iza Ricciarda.
Bottas je napao Verstappena u 66. krugu, ali se Verstappen sjajno obranio držeći vanjsku putanju na izlazu iz zavoja 4. Međutim, to je odgodilo Bottasov prolazak za samo jedan krugu, u 67. krugu Bottas na istom mjestu. Verstappen je nakon toga otišao po soft gume jer je Albon bio predaleko, ali upao je u gužvu zaostalih za krug i nije uspio odvoziti najbrži krug. Pérez je u četvrtom zavoju zamalo upropastio Albonovu utrku na identičan način na koji je to napravio Hamilton prošlog tjedna, no ovog puta je Albon izdržao udarac u stražnju desnu gumu i ostao na stazi. Perez je pritom oštetio prednje krilo i počeo značajno gubiti tempo. Iza se Stroll i dalje mučio s Ricciardom, što je iskoristio Norris da se približi. U 70. krugu Stroll kreće u agresivan napad s unutarnje strane zavoja 3 i gura Ricciarda sa staze – suci su objavili kako će taj potez istražiti. Ricciardo je zbog toga pao iza Norrisa, a u idućem, posljednjem krugu Britanac prolazi Strolla u zavoju 4. Pérezu se prednje krilo potpuno raspalo i u zadnjem zavoju, Norris prolazi na peto mjesto. Stroll i Ricciardo ušli su u cilj praktički poravnati s njim, no nedostajalo im je nekoliko stotinki za prolaz.
Hamilton je bez ikakvih problema kontrolirao utrku s pole positiona, te stigao do 85. pobjede u Formuli 1. Planove za najbrži krug i dodatni bod pokvario mu je Sainz koji je pretkraj utrke dobio novi set softa i odvozio prvi najbrži krug u F1 karijeri, te završio deveti i prvi je vozač koji je kasnio više od kruga za pobjednikom, a Daniil Kvjat je osvojio posljednji bod na utrci za AlphaTauri.